# Выборы губернатора Камчатского края (2015)
Досрочные выборы губернатора Камчатского края состоялись 13 сентября 2015 года в единый день голосования. Срок полномочий губернатора — пять лет.
На 1 июля 2015 года в Камчатском крае был зарегистрирован 244 781 избиратель.

## Предшествующие события
Последние выборы губернатора прошли в Камчатской области в декабре 2004 года. На них во втором туре победил Михаил Машковцев, руководивший регионом с 2000 года.
23 октября 2005 года был проведён референдум по объединению Камчатской области и Корякского автономного округа. Население поддержало объединение регионов. 7 июля 2006 года Совет Федерации одобрил закон «Об образовании в составе РФ нового субъекта РФ в результате объединения Камчатской области и Корякского автономного округа». 1 июля 2007 года был образован новый субъект РФ Камчатский край.
В мае 2007 года Машковцев подал в отставку с поста губернатора по собственному желанию. 23 мая отставка была принята президентом России Владимиром Путиным. Исполняющим обязанности губернатора назначен Алексей Кузьмицкий. После утверждения его кандидатуры Советом народных депутатов Камчатской области и Думой Корякского автономного округа Кузьмицкий стал первым губернатором новообразованного Камчатского края.
25 февраля 2011 года Президент России Дмитрий Медведев отправил Алексея Кузьмицкого в отставку с формулировкой «по собственному желанию». Временно исполняющим обязанности губернатора назначен Владимир Илюхин. 3 марта наделён полномочиями губернатора..
13 мая 2015 года Илюхин подал прошение об отставке с поста губернатора Камчатского края и был назначен временно исполняющим обязанности губернатора до проведения досрочных выборов.

## Ключевые даты
- 8 июня 2015 года Законодательное собрание Камчатского края назначило выборы на 13 сентября 2015 года (единый день голосования)[6]
  - 11 июня постановление о назначении выборов опубликовано в СМИ[6]
- 10 июня опубликован расчёт числа подписей, необходимых для регистрации кандидата[7]
- с 12 июня по 2 июля — период выдвижения кандидатов[6]
  - агитационный период начинается со дня выдвижения кандидата и прекращается за одни сутки до дня голосования
- с 19 по 29 июля — представление документов для регистрации кандидатов (к заявлениям должны прилагаться листы с подписями муниципальных депутатов)[6]
- с 15 августа по 11 сентября — период агитации в СМИ[6]
- 12 сентября — день тишины
- 13 сентября — день голосования

## Выдвижение и регистрации кандидатов

### Право выдвижения
Губернатором Камчатского края может быть избран гражданин Российской Федерации, достигший возраста 30 лет.
В Камчатском крае кандидаты выдвигаются только политическими партиями, имеющими в соответствии с федеральными законами право участвовать в выборах. Самовыдвижение не допускается.

### Муниципальный фильтр
1 июня 2012 года вступил в силу закон, вернувший прямые выборы глав субъектов Российской Федерации. Однако был введён так называемый муниципальный фильтр. Всем кандидатам на должность главы субъекта РФ (как выдвигаемых партиями, так и самовыдвиженцам), согласно закону, требуется собрать в свою поддержку от 5 % до 10 % подписей от общего числа муниципальных депутатов и избранных на выборах глав муниципальных образований, в числе которых должно быть от 5 до 10 депутатов представительных органов муниципальных районов и городских округов и избранных на выборах глав муниципальных районов и городских округов. Муниципальным депутатам представлено право поддержать только одного кандидата.
В Камчатском крае кандидаты должны собрать подписи 10 % муниципальных депутатов и глав муниципальных образований. Среди них должны быть подписи депутатов районных и городских советов и (или) глав районов и городских округов в количестве 10 % от их общего числа. Кроме того, кандидат должен получить подписи не менее чем в трёх четвертях районов и городских округов. По расчёту избиркома, каждый кандидат должен собрать от 59 до 61 подписи депутатов всех уровней и глав муниципальных образований, из которых от 25 до 27 — депутатов райсоветов и советов городских округов и глав районов и городских округов не менее чем 11 районов и городских округов края.

### Кандидаты в Совет Федерации
С декабря 2012 года действует новый порядок формирования Совета Федерации. Так каждый кандидат на должность губернатора при регистрации должен представить список из трёх человек, первый из которых, в случае избрания кандидата, станет сенатором в Совете Федерации от правительства региона.

## Кандидаты
| Кандидат           | Должность (на момент выдвижения) | Партия выдвижения   | Статус                 | Кандидаты в Совет Федерации                      |
| ------------------ | --- | ------------------- | ---------------------- | ------------------------------------------------ |
| Владимир Илюхин    | врио губернатора Камчатского края | Единая Россия       | зарегистрирован        | Борис Невзоров Валерий Раенко Елена Сорокина     |
| Валерий Калашников | помощник депутата Госдумы, депутат Городской думы Петропавловск-Камчатского городского округа, руководитель фракции ЛДПР, зампредседателя комитета по городскому и жилищно-коммунальному хозяйству, зампредседателя комитета по собственности, земельным отношениям, предпринимательству и инвестициям | ЛДПР                | зарегистрирован        | Владимир Корнеев Андрей Сизинцев Мария Парастюк  |
| Алексей Николаев   | индивидуальный предприниматель | Коммунисты России   | отказано в регистрации |                                                  |
| Александр Остриков | директор ООО «КамчатПрофиль» | Патриоты России     | зарегистрирован        | Ольга Говорова Алексей Медведев Владимир Янович  |
| Михаил Пучковский  | помощник депутата Госдумы, депутат Законодательного собрания Камчатского края | Справедливая Россия | отказано в регистрации |                                                  |
| Михаил Смагин      | помощник депутата Госдумы, депутат Законодательного собрания Камчатского края | КПРФ                | зарегистрирован        | Валерий Атяшкин Любовь Лазуткина Дмитрий Фёдоров |

## Итоги выборов
| Место                       | Место                       | Кандидат                    | Партия                      | Голосов | %       |
| --------------------------- | --------------------------- | --------------------------- | --------------------------- | ------- | ------- |
|                             | 1.                          | Владимир Илюхин             | Единая Россия               | 57 517  | 75,48 % |
|                             | 2.                          | Михаил Смагин               | КПРФ                        | 7589    | 9,96 %  |
|                             | 3.                          | Валерий Калашников          | ЛДПР                        | 6206    | 8,14 %  |
|                             | 4.                          | Александр Остриков          | Патриоты России             | 2657    | 3,49 %  |
| Недействительных бюллетеней | Недействительных бюллетеней | Недействительных бюллетеней | Недействительных бюллетеней | 2231    | 2,93 %  |
| Всего                       | Всего                       | Всего                       | Всего                       | 76 200  | 100 %   |
|                             |                             |                             |                             |         |         |
| Действительных бюллетеней   | Действительных бюллетеней   | Действительных бюллетеней   | Действительных бюллетеней   | 73 969  | 97,07 % |
| Явка                        | Явка                        | Явка                        | Явка                        | 76 200  | 31,86 % |
| Общее число избирателей     | Общее число избирателей     | Общее число избирателей     | Общее число избирателей     | 239 167 |         |